# 格里菲斯山
66°29′S 54°3′E / 66.483°S 54.050°E
格里菲斯山是南極洲的山峰，位於恩德比地，屬於內皮爾山脈的一部分，處於威爾金遜峰西北面8公里、埃爾金斯山西北面23公里，兩個山峰的海拔高度分別是1,650米和1,680米。